# Yanacona
  I Yanacona sono un gruppo etnico della Colombia, con una popolazione stimata di circa 19.623 persone distribuite su una superficie di 42.376 ettari.
Vivono nel dipartimento di Cauca, nelle città di Sotará, La Vega, Almaguer, San Sebastián. Il gruppo ha quasi del tutto perso la propria identità culturale e l'uso della vecchia lingua che li distingueva dalle altre etnie.